# Dracaena draco

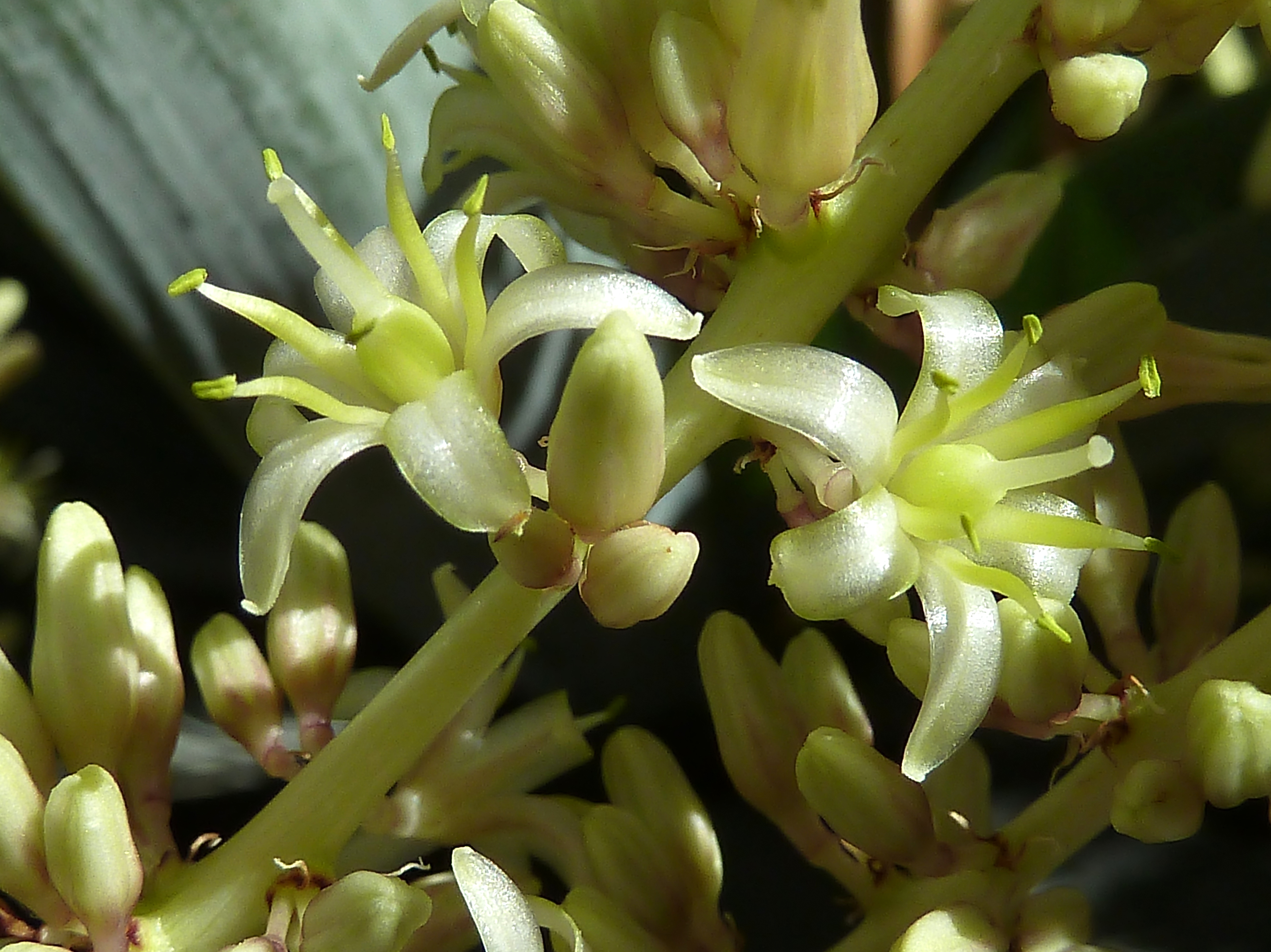
Flores de Dracaena draco.

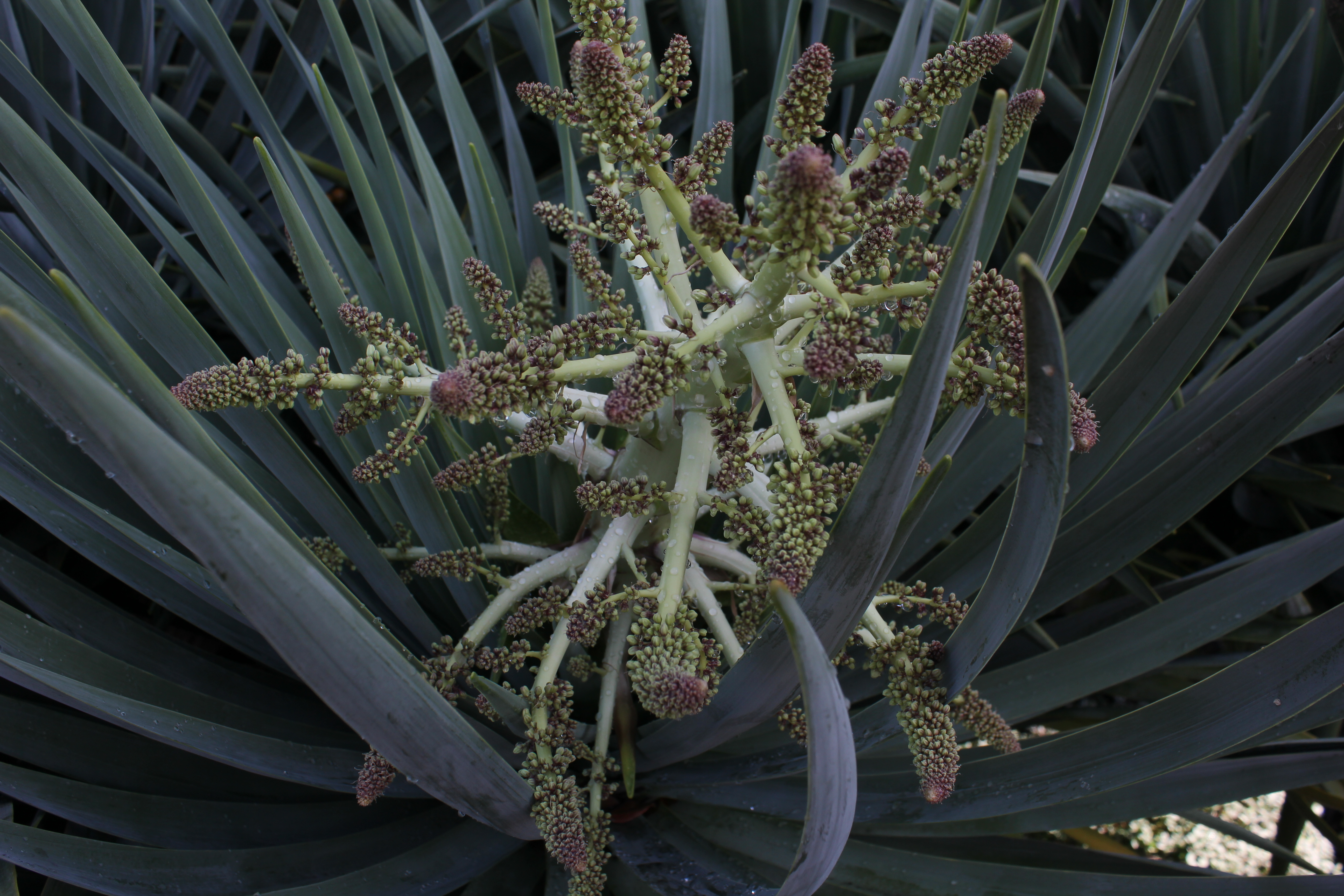
Inflorescência de Dracaena draco.

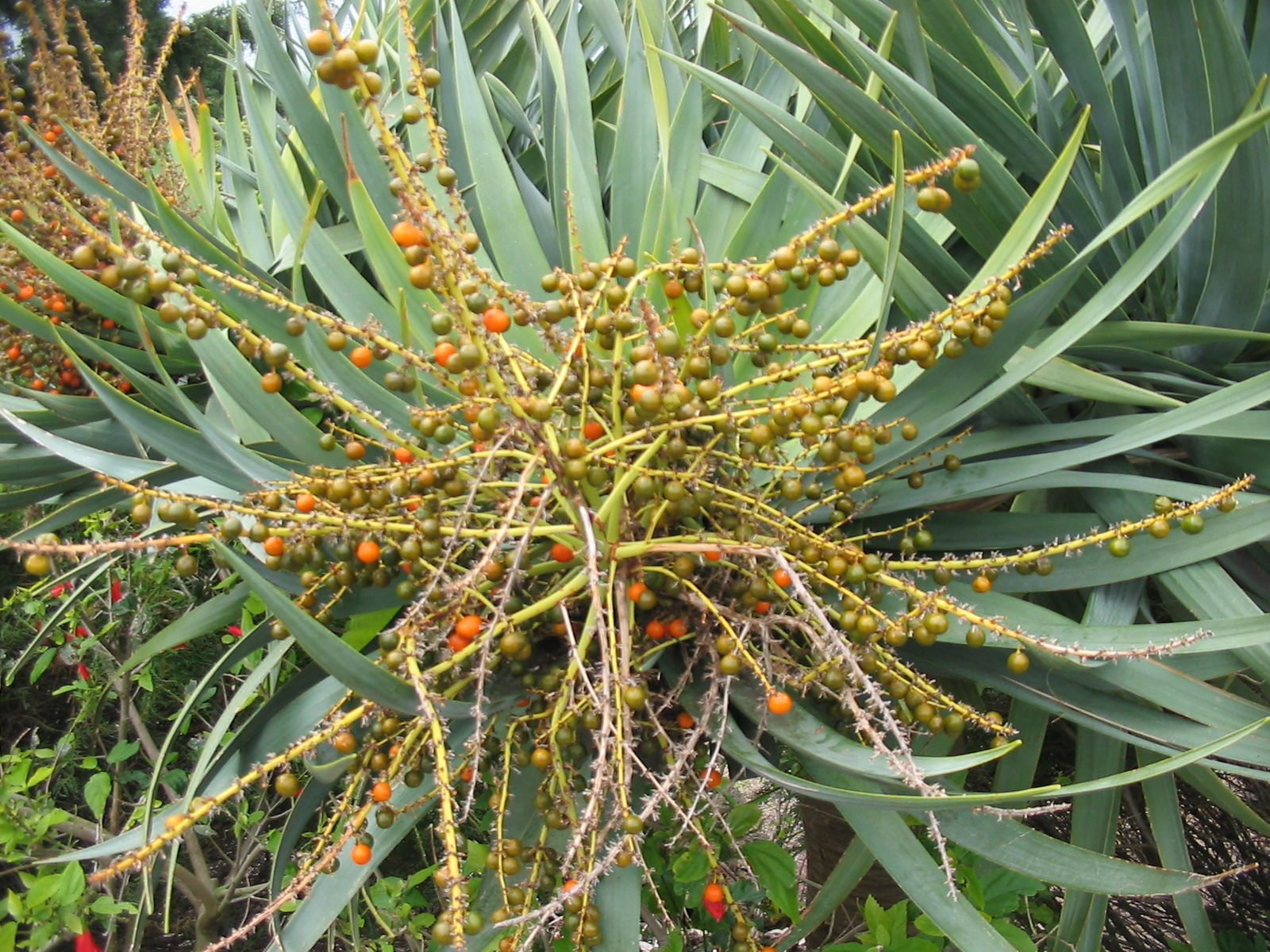
Frutos do D. draco.

Dracaena draco L., conhecida pelo nome comum de dragoeiro ou sangue-de-dragão, é uma espécie de plantas com flor da classe Liliopsida, ordem Asparagales, que o sistema APG IV coloca na subfamília Nolinoideae (ex-Dracaenaceae) da família das Asparagaceae. A espécie é originária da região biogeográfica atlântica da Macaronésia, onde é nativa dos arquipélagos das Canárias, Madeira e Açores, ocorrendo localmente na costa africana vizinha e em Cabo Verde. Pode atingir centenas de anos de idade, produzindo plantas arborescentes de grandes dimensões. Apesar de comum e muito apreciado como planta ornamental nos jardins daqueles arquipélagos, o dragoeiro encontra-se em perigo no estado selvagem devido à destruição do seu habitat. A sua abundância varia entre relativamente comum nas Canárias a raro na ilha da Madeira e na maioria das ilhas açorianas. É o símbolo vegetal da ilha de Tenerife.

## Descrição
Planta arborescente que pode ultrapassar os 15 m de altura, de tronco robusto de material fibroso facilmente putrescível, de contorno irregular com até 5 m de diâmetro, com ramificação umbeliforme. Ritidoma de cor acinzentada, marcado por cicatrizes foliares e em geral fortemente fendilhado e com extensas porções secas e soltas. Ramificação dicotómica após o surgimento da inflorescência terminal, produzindo uma copa ampla em forma de umbela de contorno circular.
Folhas coreáceas simples, verde acinzentadas, acastanhadas na base, ensiformes, de ápice agudo, dispostas em roseta terminal. O limbo das folhas mede 40-90 (110) x 2-4 (5) cm.
Inflorescência longa, com 60–120 cm de comprimento, glabra, bipinada, de flores numerosas em panícula terminal larga.
Flores odoríferas, hermafroditas e actinomórficas, com perianto com 7–10 mm, verde-esbranquiçado, composto por 6 peças unidas na base em tubo curto e campanulado. 6 estames, não excedendo em comprimento o perianto. Ovário súpero.
O fruto é uma baga globosa, com 14–17 mm de diâmetro, geralmente monospérmico, inicialmente amarelo-esverdeado, tornando-se laranja brilhante quando maduro. Sementes com 7–10 mm, globosas, quase perfeitamente esféricas, muito duras, de um branco leitoso a nacarado.
A seiva forma uma resina translucente, de cor vermelho sangue quando oxidada, solúvel em etanol e em éteres, fusível a 76 °C. É constituída maioritariamente por éteres, mas contém uma grande diversidade de substâncias, entre as quais a dracenina.

## Distribuição e etnobotânica
O dragoeiro deve o seu nome à cor da sua seiva, que depois de oxidada por exposição ao ar forma uma substância pastosa de cor vermelho vivo que foi comercializada na Europa com o nome do sangue-de-dragão ou drago. O sangue-de-dragão atingia elevados preços, sendo a sua origem conservada no mistério por muito tempo. Era utilizado em fármacos (sob o nome de sanguis draconis) e em tinturaria, constituindo nos tempos iniciais de povoamento europeu da Macaronésia, em especial das Canárias, um importante produto de exportação.
Nas Canárias o dragoeiro era considerado uma árvore sagrada pelos povos guanche, servindo alguns exemplares de ponto de referência e assinalando locais de reunião e de significado religioso. É célebre o dragoeiro de Icod de los Vinos, árvore sagrada das populações guanche de Tenerife.
Nos Açores os dragoeiros habitam a baixa altitude, existindo alguns exemplares famosos; os existentes na zona da praia de Água de Alto foram classificados, por decreto do parlamento açoriano, como árvores protegidas. No Museu do Pico (pólo do Museu do Vinho, Madalena) existe um bosque de dragoeiros centenários. No entanto, algumas dúvidas permanecem sobre se estes exemplares serão descendentes de exemplares nativos ou se esta espécie foi introduzida pelo ser humano.
No arquipélago da Madeira esta espécie, apesar de muito cultivada como ornamental em jardins, encontra-se extinta na natureza na ilha do Porto Santo. Na ilha da Madeira deixaram de existir dois exemplares considerados selvagens numa escarpa sobranceira à vila da Ribeira Brava. Um deles foi derrubado pelos fortes temporais que assolaram a ilha em fevereiro de 2010, tendo os seus troncos sido recolhidos pelo Jardim Botânico da Madeira para uma tentativa de propagação vegetativa. Um terceiro exemplar selvagem existente numa escarpa da Ponta do Garajau a Este do Funchal caiu ao mar no outono de 1982 durante uma tempestade. Existe ainda alguma polémica sobre se o núcleo de dragoeiros das Neves - local na periferia da cidade do Funchal onde se situa a sede do Parque Natural da Madeira - será ou não selvagem, apesar da maioria das opiniões serem de que se trata um conjunto aí plantado por mão humana. A utilização desta planta no fabrico de sangue-de-dragão e especialmente a destruição e ocupação do seu habitat por motivos agrícolas e urbanos são os principais responsáveis por esta situação.
Existe um terceiro dragoeiro na Quinta do Jardim, em Oeiras. Na Tapada das Necessidades, em Lisboa, existem 5 exemplares.
Em Cabo Verde, o dragoeiro existe quase exclusivamente na ilha de São Nicolau, sendo uma árvore característica da ilha, e na ilha Brava. Existem também alguns exemplares na costa sul de Marrocos, em locais pouco acessíveis e de maior humidade.

## Galeria

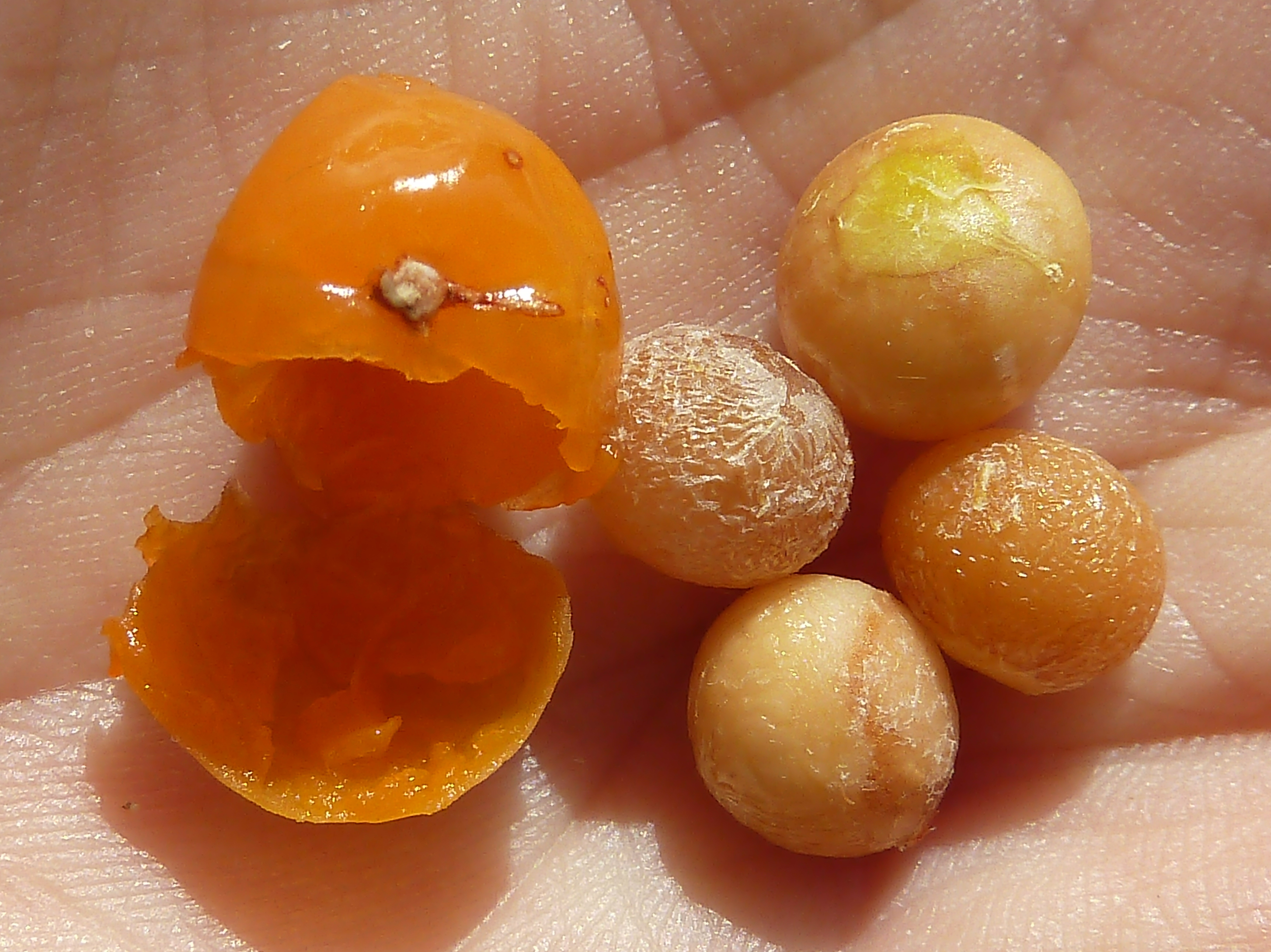
Frutos e sementes (maduros) de Dracaena draco.
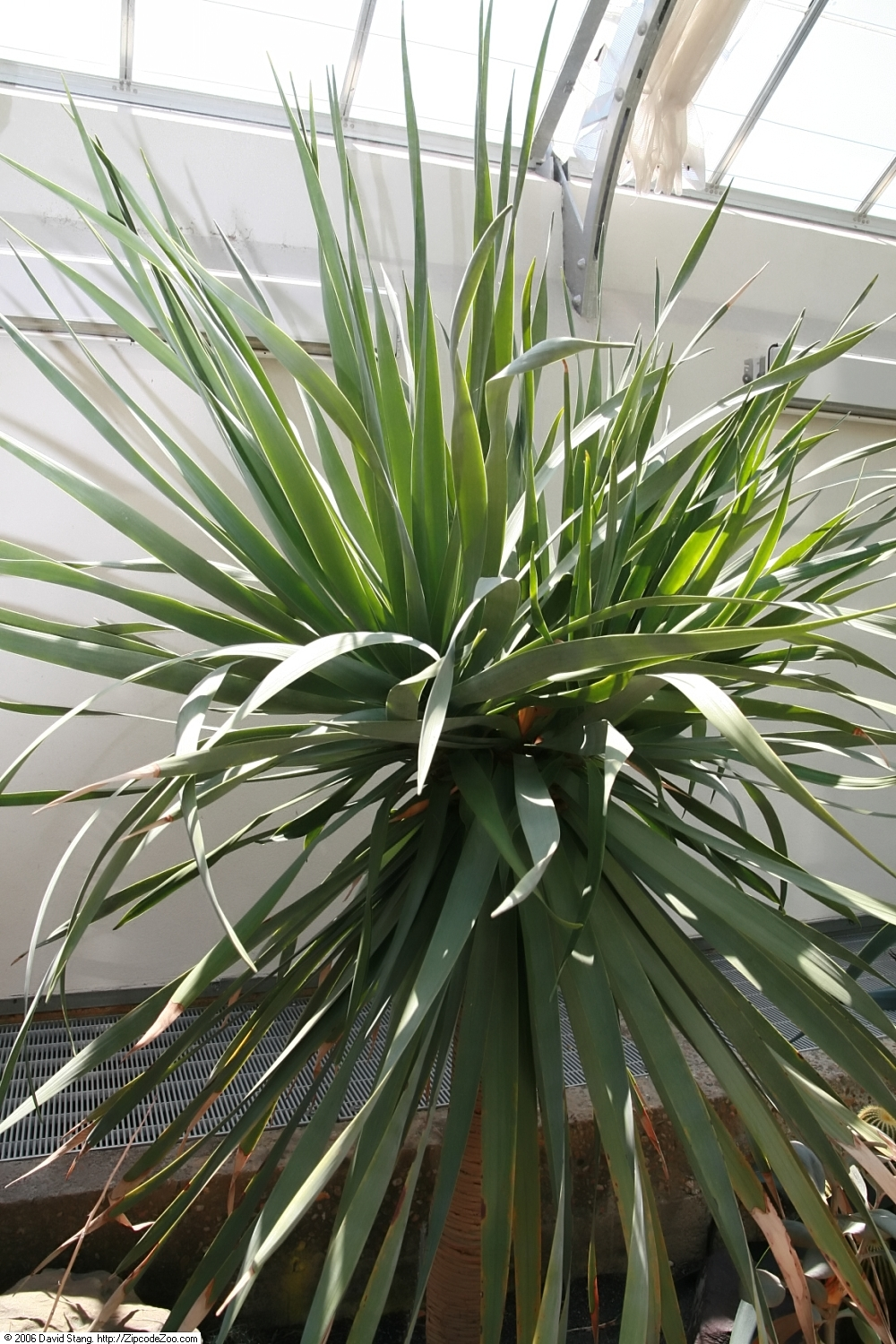
Exemplar juvenil de Dracaena draco.
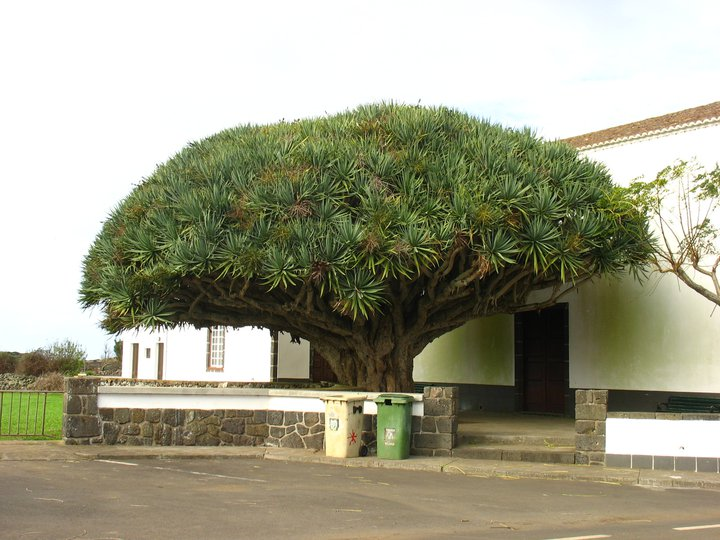
Dragoeiro no lugar de Vitória, ilha Graciosa.
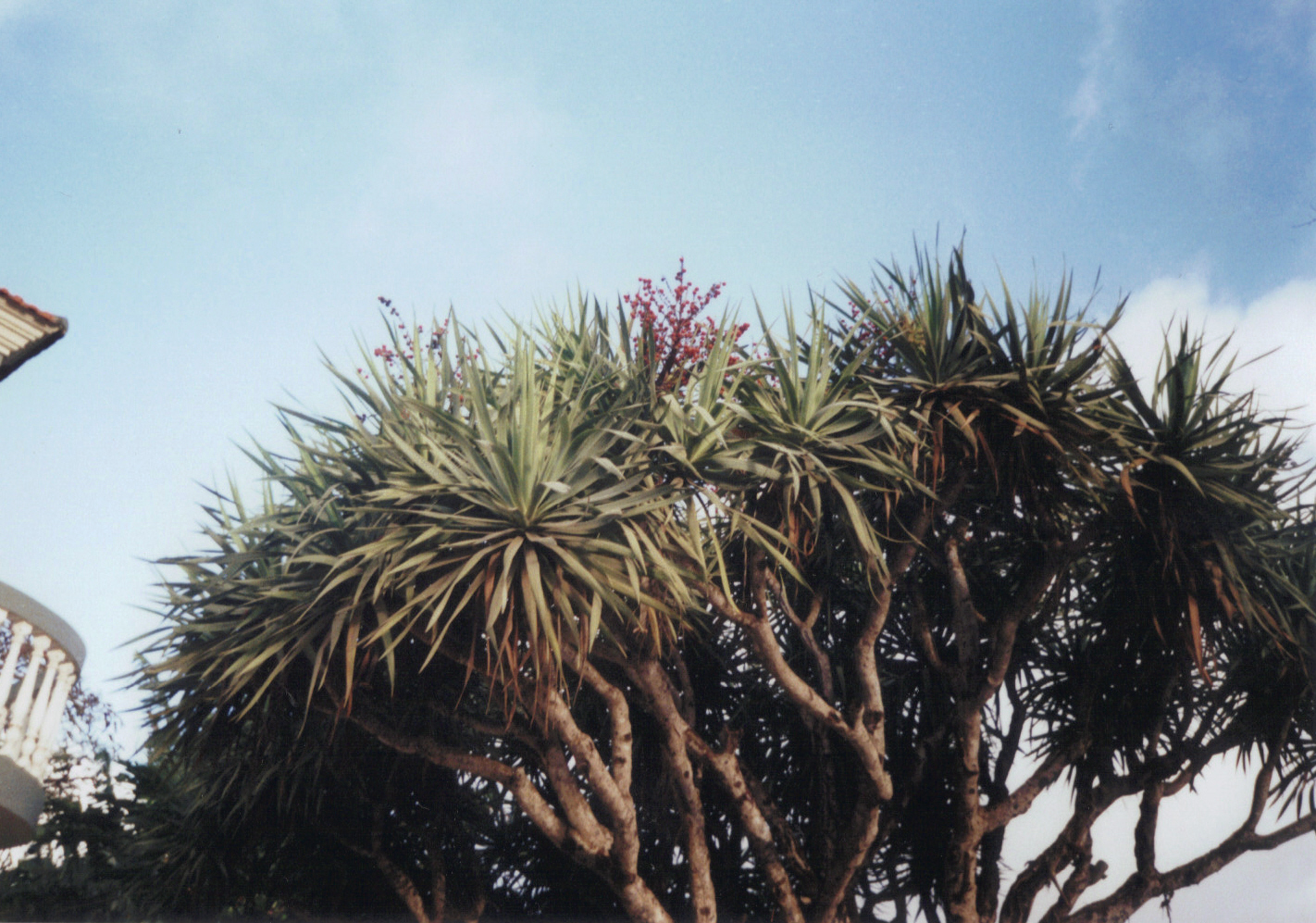
Dragoeiro em Vila Nova Sintra, ilha Brava, Cabo Verde.
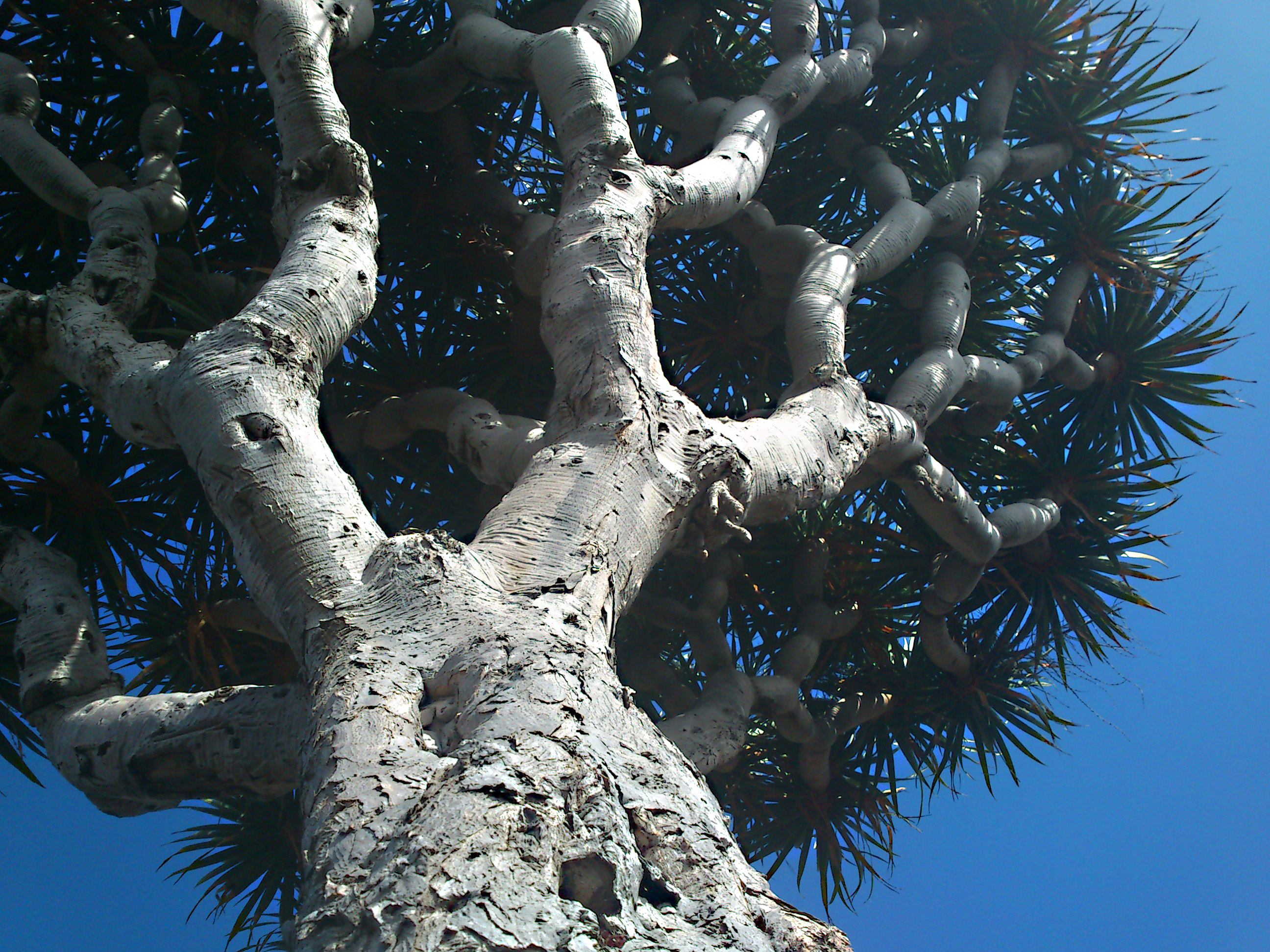
Ritidoma e troncos de Dracaena draco.
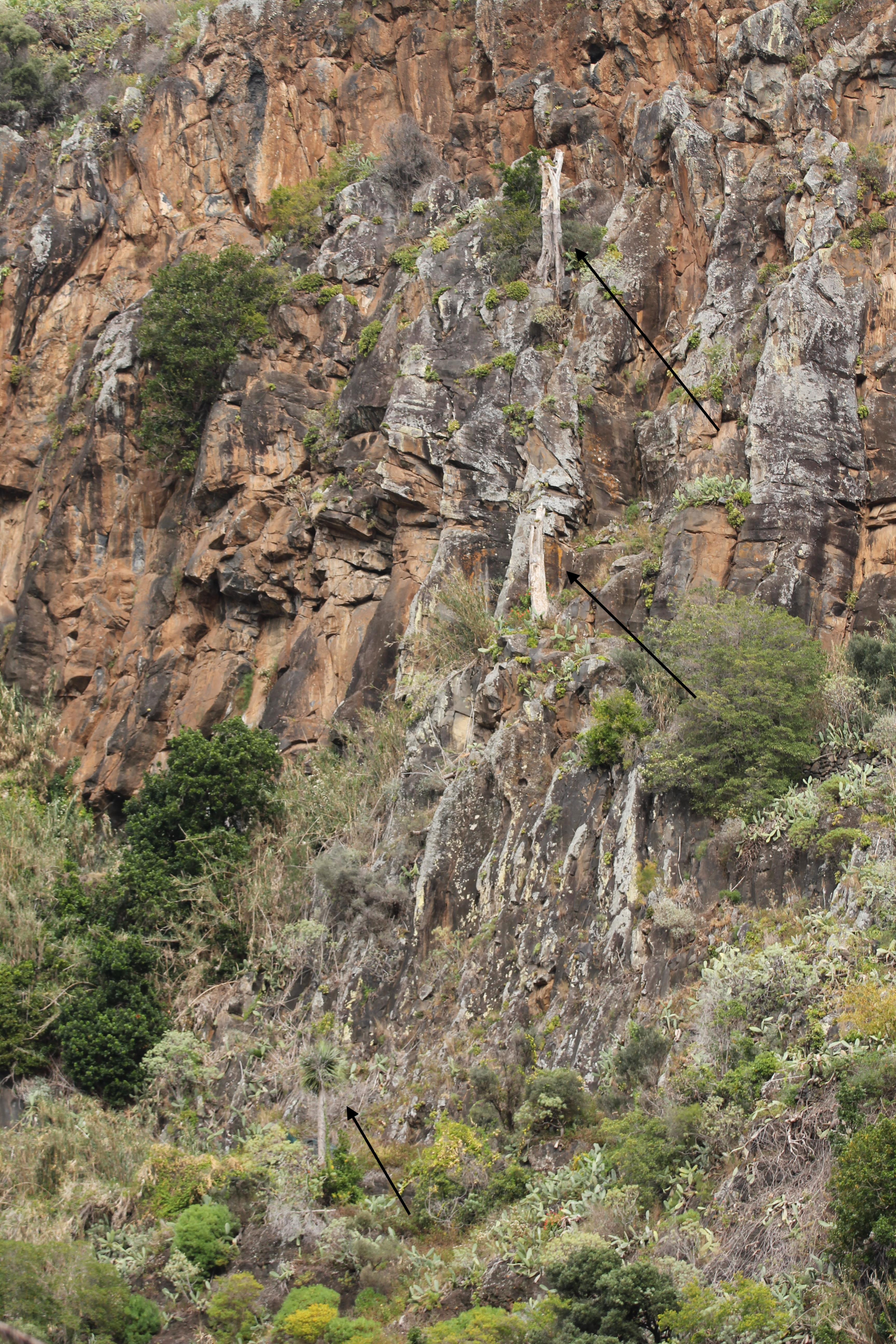
Troncos de Dracaena draco numa falésia.
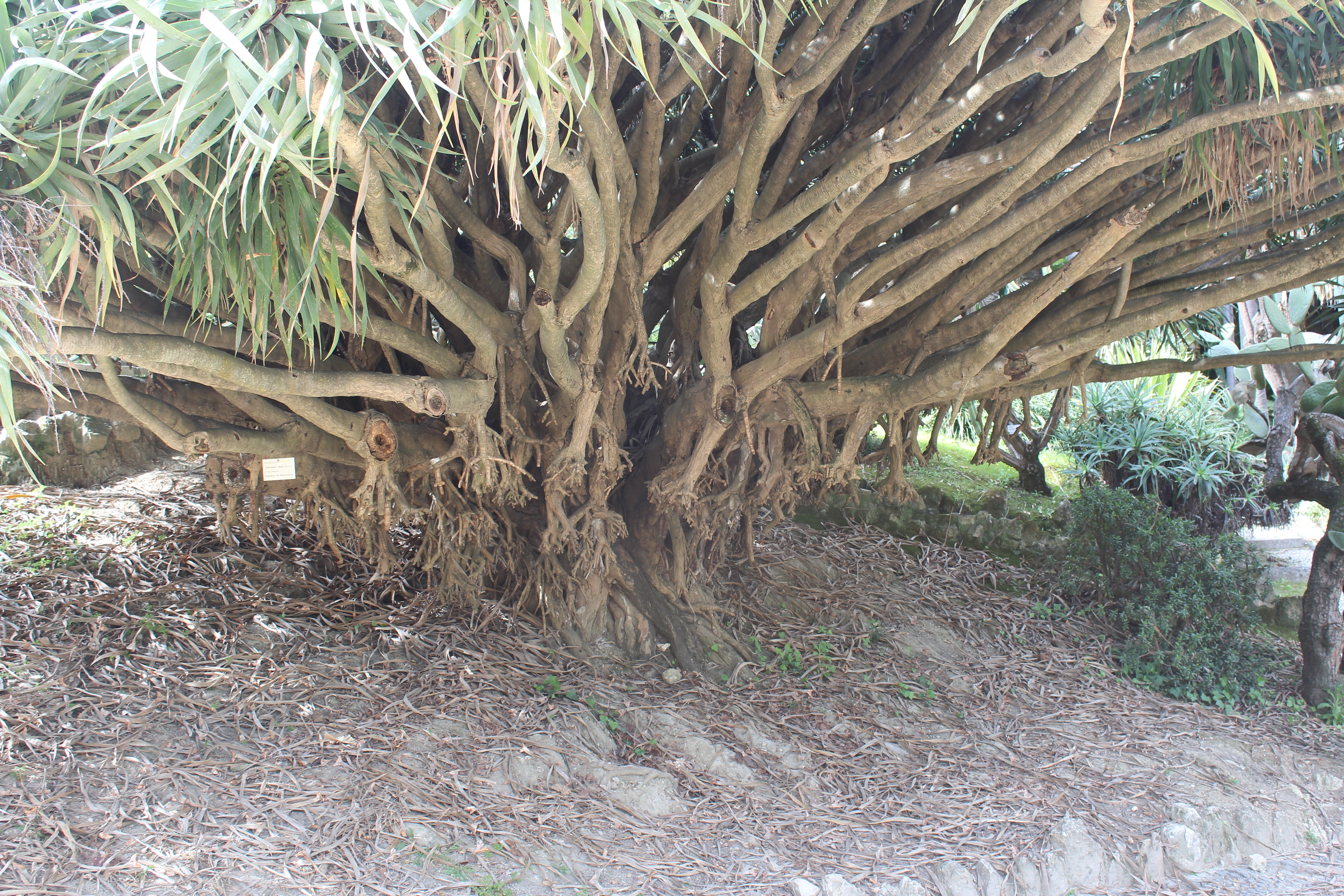
Parte inferior da Dracaena draco (Jardim Botânico de Lisboa.)